# Jonathan Dellarossa
Jonathan Dellarossa (El Tío, 18 gennaio 2000) è un calciatore argentino, attaccante dell'Instituto (C).

## Carriera
È cresciuto nel settore giovanile dell'Instituto (C), con cui ha debuttato il 23 giugno 2021 nell'incontro di Primera B Nacional pareggiato 1-1 contro il Guillermo Brown. Il 10 dicembre seguente ha firmato il suo primo contratto professionistico ed il 1º giugno del 2022 ha segnato il suo primo gol nella partita vinta 3-0 contro il Tristán Suárez.
Il 13 febbraio 2023 ha fatto il suo esordio in Primera División entrando in campo nel secondo tempo dell'incontro pareggiato 0-0 contro l'Huracán ed il 22 aprile seguente è stato ceduto in prestito al Chaco For Ever. Con i bianconeri ha disputato 23 partite, segnando 5 gol, distinguendosi soprattutto in Copa Argentina, dove è risultato decisivo con una rete nella vittoria per 1-0 contro il Rosario Central ai sedicesimi. Ai quarti, ha realizzato il gol del pareggio contro il Defensa y Justicia, non riuscendo però ad evitare la successiva eliminazione ai rigori. Nel gennaio del 2024 il prestito è stato prolungato per un'ulteriore stagione, nella quale ha realizzato 8 reti in 31 incontri.
Nel 2025 è rientrato all'Instituto che lo ha confermato in rosa per la nuova stagione di Primera División.

## Statistiche

### Presenze e reti nei club
Statistiche aggiornate al 16 marzo 2025.
| Stagione              | Squadra               | Campionato            | Campionato | Campionato | Coppe nazionali | Coppe nazionali | Coppe nazionali | Coppe continentali | Coppe continentali | Coppe continentali | Altre coppe | Altre coppe | Altre coppe | Totale | Totale | Totale |
| Stagione              | Squadra               | Comp                  | Pres       | Reti       | Comp            | Pres            | Reti            | Comp               | Pres               | Reti               | Comp        | Pres        | Reti        | Pres   | Reti   |        |
| --------------------- | --------------------- | --------------------- | ---------- | ---------- | --------------- | --------------- | --------------- | ------------------ | ------------------ | ------------------ | ----------- | ----------- | ----------- | ------ | ------ | ------ |
| 2021                  | Instituto (C)         | PBN                   | 3          | 0          | CA              | 0               | 0               | -                  | -                  | -                  | -           | -           | -           | 3      | 0      |        |
| 2022                  | Instituto (C)         | PBN                   | 11         | 1          | CA              | 0               | 0               | -                  | -                  | -                  | -           | -           | -           | 11     | 1      |        |
| 2023                  | Instituto (C)         | PD                    | 1          | 0          | CA+CdL          | 0               | 0               | -                  | -                  | -                  | -           | -           | -           | 1      | 0      |        |
| 2023                  | Chaco For Ever        | PBN                   | 20         | 3          | CA              | 3               | 2               | -                  | -                  | -                  | -           | -           | -           | 23     | 5      |        |
| 2024                  | Chaco For Ever        | PBN                   | 31         | 8          | CA              | 0               | 0               | -                  | -                  | -                  | -           | -           | -           | 31     | 8      |        |
| Totale Chaco For Ever | Totale Chaco For Ever | Totale Chaco For Ever | 51         | 11         |                 | 3               | 2               |                    | -                  | -                  |             | -           | -           | 54     | 13     |        |
| 2025                  | Instituto (C)         | PD                    | 4          | 0          | CA              | 0               | 0               | -                  | -                  | -                  | -           | -           | -           | 4      | 0      |        |
| Totale carriera       | Totale carriera       | Totale carriera       | 70         | 12         |                 | 3               | 2               |                    | -                  | -                  |             | -           | -           | 73     | 14     |        |